# Музейный комплекс села Слакбаш
Музейный комплекс села  Слакбаш — мемориальные музеи на родине классиков чувашской литературы Константина Иванова и Якова Ухсая. Музейный комплекс расположен в селе Слакбаш Белебеевского района Башкортостана.

## История и описание музейного комплекса
Константин Васильевич Иванов (1890–1915) известен как, создатель чувашского литературного языка, выдающийся поэт, переводчик, педагог, автор знаменитой поэмы «Нарспи», ставшей по сути энциклопедией чувашской жизни и переведённой на многие языки народов мира. 
Литературный дом-музей К.В. Иванова открыт 29 ноября 1940 года  в честь пятидесятилетия со дня его рождения.  Здесь хранятся вещи, связанные с жизнью и творчеством писателя: личные вещи, изготовленные его руками шкаф, диван, узоры на потолке, двери, предметы обихода, картины, написанные Ивановым, документы, фотографии, его произведения и книги, которыми он пользовался.
Музей с 1962 года был филиалом Национального музея Республики Башкортостан, в 2002 году передан в состав  Национального литературного музея РБ, с 2006 года  в составе Музейного комплекса с.Слакбаш.
Рядом с домом расположена могила писателя и памятник,  установленный в 1991 году,  работа скульптора Нагорнова. 
Второй музей в комплексе это «Музей Якова Ухсая», народного поэта Чувашской АССР, прозаика, драматурга и переводчика. Он родился в этом селе, здесь же получил начальное образование. На месте дома, где родился Яков Ухсай, установлен бюст поэта на высоком мраморном постаменте. Могила писателя также находится здесь, на Гусли-горе.
Дом, где жил Яков Ухсай, не сохранился. В 2001 году на этом месте был возрожден дом, ставший музеем.
Часть экспозиции в доме-музее Якова Ухсая выполнена в виде фрагмента чувашской избы. Многие экспонаты, связанные с предметами быта чувашского народа, собраны самим поэтом: лапти, посуда из глины и дерева, прялки, веретена, одежда, украшения.